# Yuanqian (köpinghuvudort i Kina, Jiangxi Sheng, lat 26,80, long 115,17)
Yuanqian är en köpinghuvudort i Kina. Den ligger i provinsen Jiangxi, i den sydöstra delen av landet, omkring 220 kilometer söder om provinshuvudstaden Nanchang. Antalet invånare är 26 767. Befolkningen består av 13 171 kvinnor och 13 596 män. Barn under 15 år utgör 25,0 %, vuxna 15-64 år 68 %, och äldre över 65 år 6,0 %.
Runt Yuanqian är det ganska tätbefolkat, med 192 invånare per kvadratkilometer. Närmaste större samhälle är Wanhe, 17,4 km nordväst om Yuanqian. I omgivningarna runt Yuanqian växer i huvudsak blandskog.
Genomsnittlig årsnederbörd är 1 988 millimeter. Den regnigaste månaden är maj, med i genomsnitt 312 mm nederbörd, och den torraste är oktober, med 25 mm nederbörd.